# جبرگرایی اقتصادی

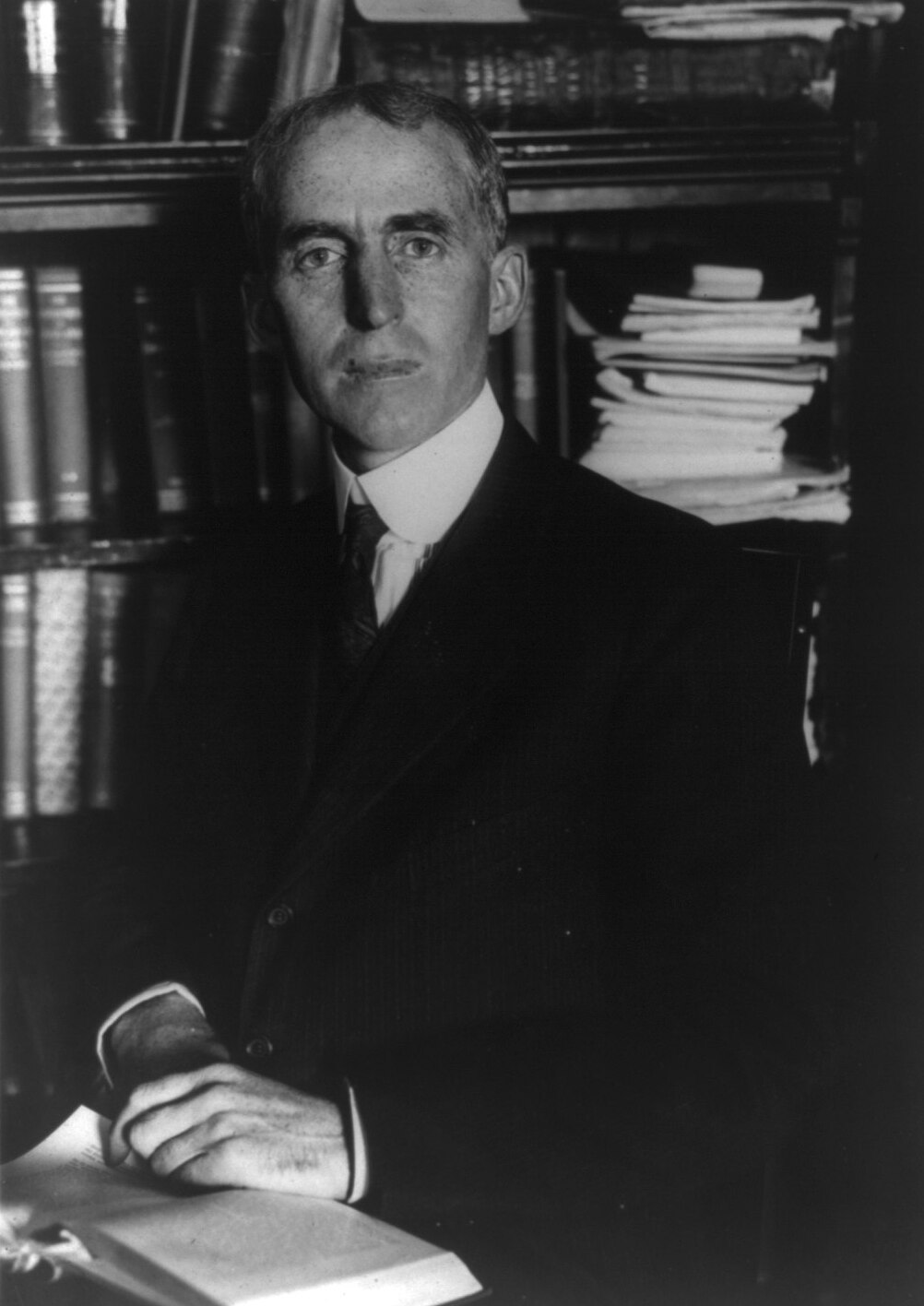
نگاره چارلز بیرد

جبرگرایی اقتصادی یک نظریه اجتماعی-اقتصادی است که بیان دارد: روابط اقتصادی (مانند مالک یا سرمایه‌دار بودن، یا کارگر یا پرولتاریا بودن) پایه ای است که سایر ترتیبات اجتماعی و سیاسی در جامعه بر آن استوار هستند. این نظریه تأکید می‌کند که جوامع به طبقات اقتصادی رقیب تقسیم می‌شوند که قدرت سیاسی نسبی آنها توسط ماهیت سیستم اقتصادی تعیین می‌شود.
در نگارش تاریخ آمریکا، این اصطلاح با مورخی به نام چارلز بیرد (۱۸۷۴–۱۹۴۸) مرتبط است. بیرد مارکسیست نبود اما بر نقش رقابت سیاسی بلندمدت بین بانکداران (برای منافع تجاری) و جوامع زراعی (برای منافع کشاورزی و کشاورزان) تأکید داشت.

## رابطه با فلسفه مارکسیستی
به عقیده مارکس، هر شیوه اجتماعی تولید، شرایط مادی بازتولید خود را ایجاد می‌کند. در غیر این صورت، این ایدئولوژی است که تا حدودی مسئول پایه‌گذاری خدمات مدنی ثانویه مانند سیاست، قانونگذاری و حتی فرهنگ است. به‌طور کلی، ایدئولوژی تأثیر هدایت کننده شیوه تولید است و بدون آن، از نظر تئوریک مشکلاتی با بازتولید به وجود می‌آید. مارکس معتقد نبود که قوانین اقتصادی یکسان بر تمام تاریخ حاکم است، بلکه هر دوره جدید عوامل اقتصادی جدیدی را به همراه دارد. به علاوه، گفته می‌شود که مارکس و انگلس معتقد بودند، اگر یک نیروی انقلابی شیوهٔ تولید را تغییر دهد، طبقهٔ مسلط فوراً برای ایجاد جامعه‌ای جدید برای حفاظت از این نظم اقتصادی جدید گام برمی‌دارد. در مدرنیته عصر خود، مارکس و انگلس احساس کردند که طبقه مالک اساساً استقرار یک نظم اجتماعی و اقتصادی جدید را انجام داده‌است و به‌طور غریزی جامعه ای را ایجاد کرده‌است که از منافع سرمایه‌داری آنها محافظت کند.

## نقد و انتقادات
مارکسیست‌ها و مارکس‌پژوهانی مانند ادوارد برنشتاین، جرالد هوبمن، گیورگی لوکاچ، آنتونیو گرامشی، لوئیس آلتوسر، موریس گودلیه، فرانتس یاکوبوفسکی، ادوارد پی. این تفسیر از مارکس و انگلس را به عنوان «اشخاصی که جبرگرای اقتصادی هستند» را کاملاً رد می‌کنند. آنها ادعا می‌کنند که این ایده مبتنی بر خوانش ضعیف و گزینشی از آثار مارکس و انگلس است. آنها استدلال می‌کنند که این تفسیر در سال‌های اولیه انترناسیونال دوم سرچشمه گرفته و توسط پل لافارگ و نیکولای بوخارین و دیگران رایج شد. آنها به تکذیب‌نامه‌های انگلس اشاره می‌کنند (رجوع کنید به ماتریالیسم تاریخی). مارکس و انگلس بسیار بر جنبه‌های اقتصادی تمرکز کرده بودند ولی آنها بسیار آگاه بودند که اقتصاد در واقع کلیت جامعه یا زندگی اجتماعی را تشکیل نمی‌دهد. انگلس در کتاب سوسیالیسم: آرمان‌شهری و علمی اشاره می‌کند که چگونه شرایط مادی و وضعیت طبقاتی یکسان به موقعیت‌های سیاسی متفاوتی در بریتانیا منجر شد و جامعه سعی کرد با نتایج انقلاب فرانسه و سایر رویدادهای خارجی سازگار شود. ریچارد ولف همچنین خاطرنشان می‌کند که مارکس چیزهایی را مطالعه می‌کرد که او فکر می‌کرد که توسط جریان اصلی دانشگاهی مورد استقبال قرار نمی‌گیرد اما او به هیچ وجه نظریه‌های دانشگاهی دیگر را نامربوط اعلام نکرد یا با تفکر منفی به آنها نگاه نمی‌کرد.

## جبرگرایان برجسته اقتصادی
توماس پی. م بارنت، زمین استراتژیست آمریکایی، در کتاب خود نقشه جدید پنتاگون، خود را یک جبرگرای اقتصادی توصیف می‌کند.